# 二代目金原興業
二代目金原興業（にだいめかねはらこうぎょう）は、埼玉県春日部市に本部を置いた暴力団。

## 来歴
旧 絆清連合が独立組織として金原興業を結成。
金原清士が金町一家 舎弟となったことで跡目継承。

## 金原興業系譜
初代 - 金原清士
二代目-清水勇次

## 二代目金原興業組織図
| 役職   | 氏名     | 率いる三次団体 | 本拠地 |
| ------ | -------- | -------------- | ------ |
| 組長   | 清水勇次 |                |        |
| 副組長 | 金本哲幸 |                |        |
| 若頭   | 山村有寿 |                |        |
| 本部長 | 木崎 隆  |                |        |